# Borówno (województwo dolnośląskie)
Borówno – wieś w Polsce położona w województwie dolnośląskim, w powiecie wałbrzyskim, w gminie Czarny Bór, w środku Pasma Czarnego Lasu (Góry Kamienne) w Sudetach Środkowych przy  drodze wojewódzkiej nr 367.
W latach 1975–1998 miejscowość położona była w województwie wałbrzyskim.

## Historia

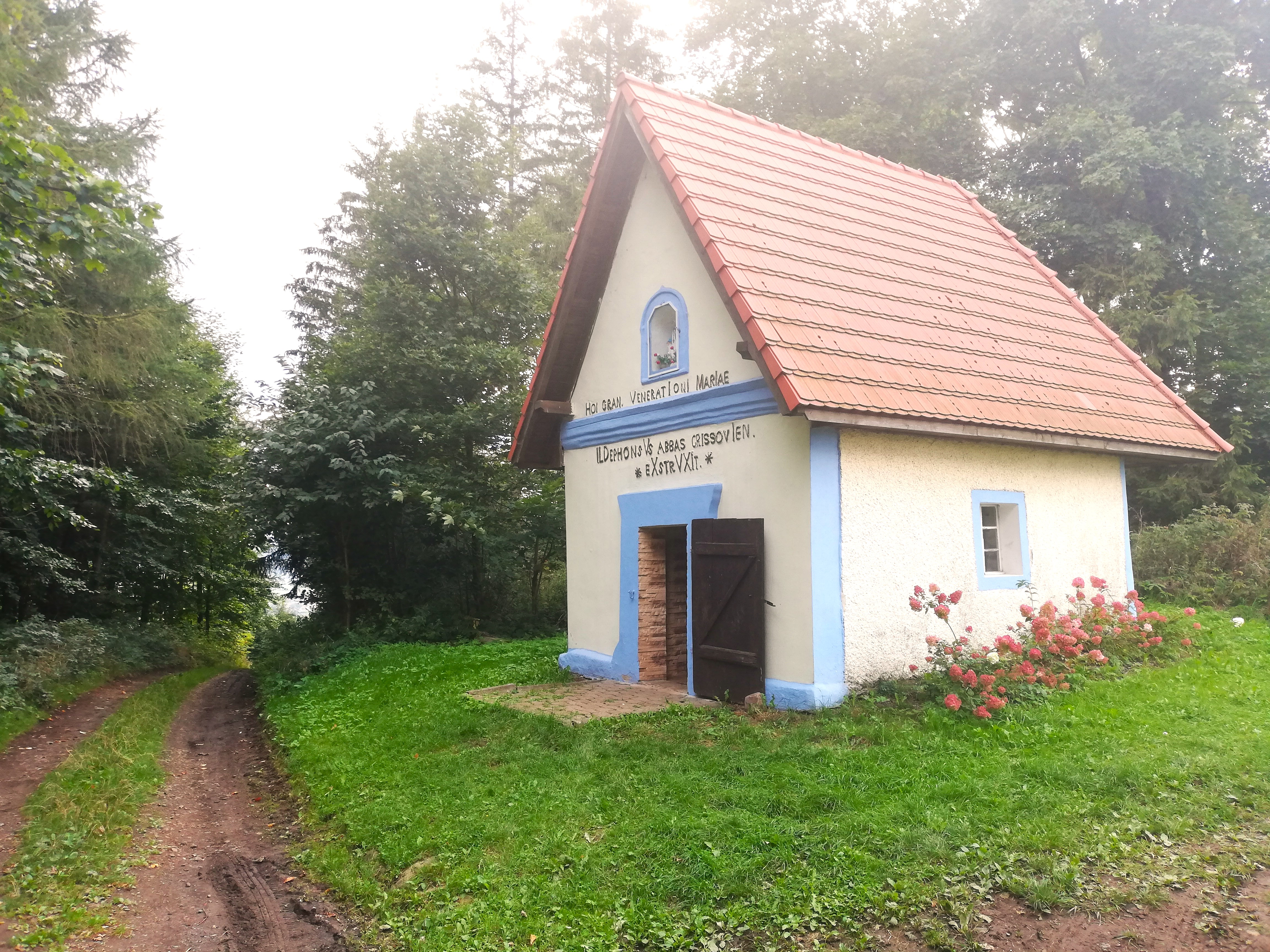
Kaplica Matki Bożej Częstochowskiej w Borównie

Obecna wieś Borówno składała się z dwóch wsi: Hartau i Forst, o których wiadomo, że należały do zakonu cystersów z Krzeszowa. Nie wiadomo natomiast dokładnie kiedy powstały. Dolną część Hartau w 1583 r. założył opat zakonu cystersów Kasper II Ebert, zakupił ją dla klasztoru. Zaś część górna Forst powstała prawdopodobnie dopiero w końcu XVII wieku. Obie części rozwinęły się szybko i w pierwszej połowie XVIII wieku należały już do większych osad w okolicy.
W 1747 roku w Hartau było 43 zagrodników i chałupników, a w Forst 43 zagrodników i chałupników. W 1765 r. wartość majątku klasztornego w Hartau wynosiła tylko 493 talary, mieszkało tu 23 zagrodników i 19 chałupników, w tym 9 rzemieślników. Były to dość duże, ale raczej ubogie wsie, słabo rozwijały się, a mieszkańcy w znacznym stopniu trudnili się tkactwem. W XVIII wieku przeprowadzono pomiędzy obiema wsiami trakt handlowy wysadzany drzewami, którego przebieg pokrywał się z obecną szosą Wałbrzych - Kamienna Góra.
Obie wsie należały do krzeszowskiego opactwa cystersów aż do czasu sekularyzacji dóbr klasztornych przez władze pruskie w 1810 roku. W końcu XIX wieku rozpoczęto na terenie wsi eksploatację kamieniołomów, ale w tym czasie wieś nie rozwijała się, bowiem upadło tkactwo chałupnicze, które dawało utrzymanie sporej części mieszkańców. Wielu ludzi pracowało wówczas w okolicznych kopalniach węgla kamiennego m.in. w kopalni Gotthelf znajdującej się w centrum wsi oraz w kopalni Concordia znajdującej się na północ od wsi. W 1939 roku pomiędzy obiema częściami, już połączonej wsi, wzniesiono kościół Chrystusa Króla. Wcześniej w górnej części wsi stała tylko kaplica.
Po 1945 roku obie części wsi otrzymały jedną nazwę: "Zalesin", którą potem w 1950 roku zmieniono na obecną. Niżej położone zabudowania ciążyły wyraźnie do Czarnego Boru, szczególnie po reformie administracyjnej w 1975 r., kiedy to zlikwidowano powiaty i wieś znalazła się w województwie wałbrzyskim.

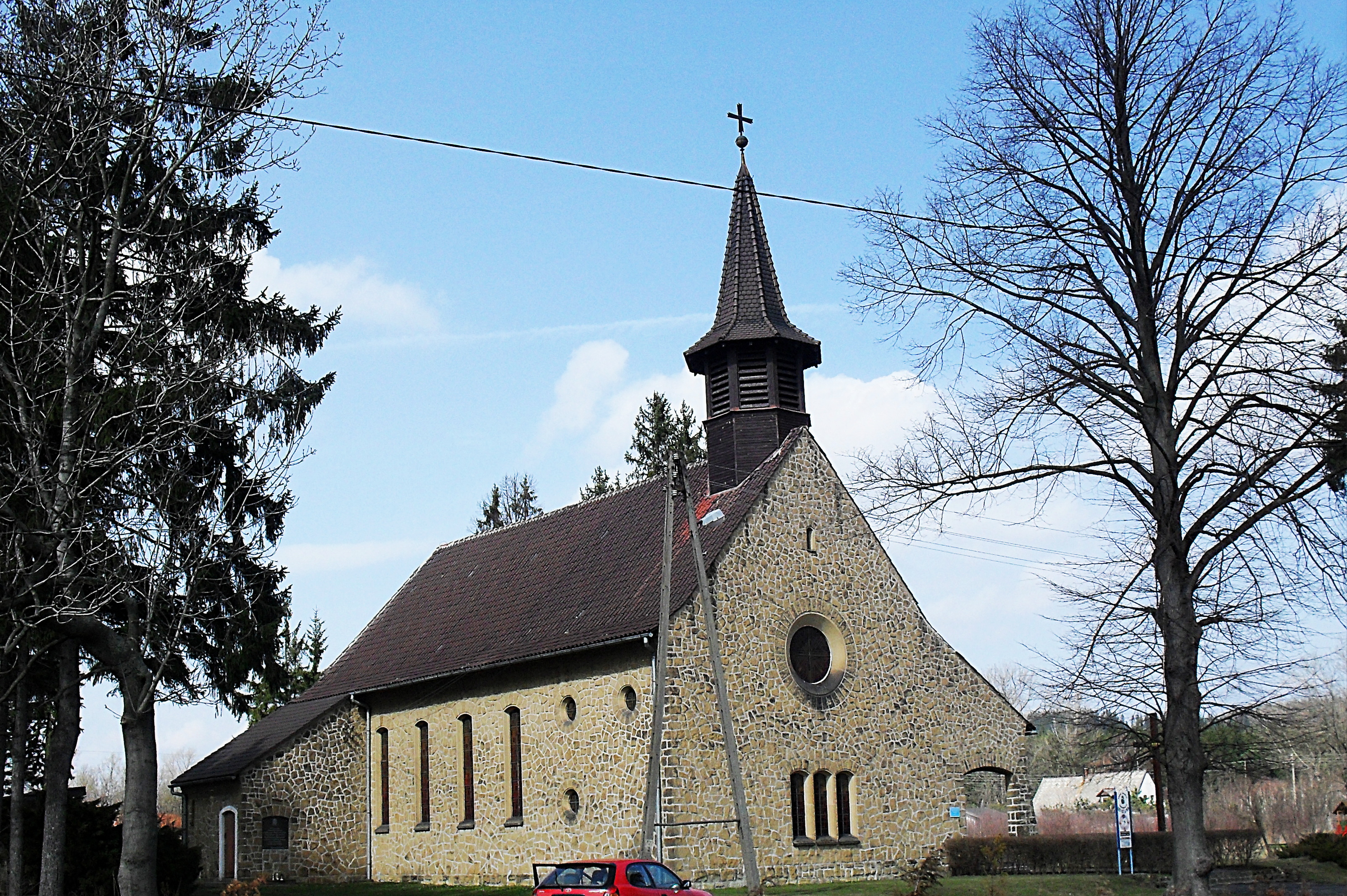
Kościół filialny pw. Chrystusa Króla

## Gospodarka
W południowej części wsi działa kamieniołom melafiru.

## Turystyka
Na północ od drogi wojewódzkiej nr 367 przebiega europejski długodystansowy szlak pieszy E3.

## Rozrywka
- W Borównie działa klub piłkarski LZS Płomyk Borówno, oraz organizowany jest letni rodzinny festyn.